# Shanyang (Shangluo)
Der Kreis Shanyang (山阳县,  Shānyáng Xiàn) ist ein Kreis der bezirksfreien Stadt Shangluo im Osten der chinesischen Provinz Shaanxi. Er hat eine Fläche von 3.531 Quadratkilometern und zählt 359.967 Einwohner (Stand: Zensus 2020). Sein Hauptort ist die Großgemeinde Chengguan (城关镇).
In der Großgemeinde Manchuanguan (漫川关镇) befindet sich die Qing-zeitliche Luobanghui-Halle (骡帮会馆, Luóbānghuì guǎn), die auf der Liste der Denkmäler der Volksrepublik China steht.

## Administrative Gliederung
Auf Gemeindeebene setzt sich der Kreis aus fünfzehn Großgemeinden und fünfzehn Gemeinden zusammen. 